# Die Firma Hesselbach
Die Firma Hesselbach ist eine deutsche Familienserie aus dem Jahr 1960. Sie basiert auf den Figuren der Hesselbach-Familie. Die Regie führten Wolf Schmidt und Harald Schäfer. Produzentin der Serie war Lia Wöhr.

## Inhalt
Die Serie handelt von den „alltäglichen Nebensächlichkeiten“ der Familie Hesselbach und zeichnet damit das kleinbürgerliche Milieu der noch jungen Bundesrepublik nach. Karl „Babba“ Hesselbach (Wolf Schmidt) ist Besitzer einer kleinen Verlagsdruckerei, Verleger der Wochenzeitung Weltschau am Sonntag und mit Mamma Hesselbach (Liesel Christ) verheiratet. Die Szenerie spielt „irgendwo im Hessischen“, bis in der letzten Staffel die Handlung in die fiktive Stadt Steintal gelegt wird.
In der ersten Staffel steht die tägliche Arbeit im Verlag im Vordergrund. Zwischenmenschliche Ereignisse aber auch konkrete Probleme des Wirtschaftswunders werden thematisiert (z. B. Rohstoffknappheit und Arbeitskräftemangel). Gegen Ende kehren die Kinder der Hesselbachs, Heidi (Rose-Marie Kirstein) und Peter (Dieter Henkel), aus dem Internat zurück und steigen in den Familienbetrieb ein.
Damit ist die Grundlage für die zweite Staffel gelegt: Familiäre Ereignisse wie Liebe, Heirat und Geburt rücken in den Vordergrund. Hier gibt es auch die einzigen Folgen, die im Ausland spielen: Eine Urlaubsreise führt die Hesselbachs nach Cannes, und später das Familienoberhaupt nach Tokio. Die Folge Der Kongreß von Tokio wurde als einzige zum Teil im Ausland gedreht.
Anfang 1963 kam erste Kritik an der Serie auf, die nach drei Jahren Hesselbachs im Fernsehen auf Ermüdungserscheinungen der Zuschauer zurückzuführen war. Wolf Schmidt reagierte, indem er die Serie mit Folge 42 zu einem vorläufigen Ende brachte: Herr Hesselbach tritt in den Ruhestand und übergibt die Verlagsleitung seinem Prokuristen und Schwiegersohn Fred Lindner (Joachim Engel-Denis).
Bereits Ende 1966 kehrten die Hesselbachs mit modernerem Konzept auf den Bildschirm zurück. Die Handlungen orientierten sich jetzt stärker an der Person Karl Hesselbach, was auch aus den Titeln Herr Hesselbach und … ersichtlich wird. Hauptsächlich behandeln die Folgen der dritten und letzten Staffel Kommunalpolitisches, da Hesselbach als Stadtrat in Steintal agiert. Auch hier wurden gesellschaftspolitische Aktualitäten thematisiert und so versucht, vermehrt jugendliche Zuschauer anzusprechen. Dies gelang nur zum Teil. Im Sommer 1967 stellte der Hessische Rundfunk die Serie ein, obwohl Wolf Schmidt bereits weitere Folgen geschrieben hatte.

## Hintergrund
In den Jahren 1960 und 1961 wurde die Fernsehserie in der ARD gezeigt und machte so den neuhessischen Regiolekt in ganz Deutschland bekannt. Hier hatte auch die Frankfurter Volksschauspielerin Liesel Christ ihren ersten Auftritt als Mamma Hesselbach. Die niedrigste Sehbeteiligung der ersten Staffel lag bei 63, die höchste bei 94 Prozent – allerdings gab es damals in der Bundesrepublik nur ein Fernsehprogramm. Die Reihe galt somit als einer der frühen Straßenfeger. 
Ab Ende 1961 ging unter dem Titel Die Familie Hesselbach die zweite Staffel auf Sendung. Der Wechsel von Firma auf Familie wurde am Ende der Folge Das Zimmer auch von Babba Hesselbach thematisiert. Der Kamera zugewandt stellt er fest, dass es in Zukunft mehr um die Familie als um die Firma gehen müsse und ändert per Tricktechnik eigenhändig den eingeblendeten Serientitel. Im Abspann erzählen die Hesselbach-Angestellten dann dem Zuschauer, was das wohl für ihre Rollen bedeuten wird. Die Sehbeteiligung der zweiten Staffel lag diesmal zwischen 70 und 84 Prozent. Selbst der Sendestart des ZDF am 1. April 1963 konnte die Einschaltquoten kaum drücken.
Die letzte Staffel wurde 1966 und 1967 ausgestrahlt (Titel: Herr Hesselbach und …). Hier machte sich die Konkurrenz durch das ZDF bemerkbar: Die Sehbeteiligung lag zwischen 29 und 67 Prozent. Die endgültig letzte Folge lief am 7. Juni 1967.
Die Erkennungsmelodie, die sogenannte Hesselbach-Polka, komponierte Willy Czernik. Zu jeder Folge gab es eine individuelle Variante.

## Episoden
Erstausstrahlung in Klammern

### Die Firma Hesselbach
- 01. Das Dokument (22. Januar 1960)
- 02. Das Techtelmechtel (5. Februar 1960)
- 03. Der Kriminalfall (19. Februar 1960)
- 04. Die Spezialistin (18. März 1960)
- 05. Der große Kunde (11. April 1960)
- 06. Sabotage (13. Mai 1960)
- 07. Die Panne (10. Juni 1960)
- 08. Der schwarze Freitag (15. Juli 1960)
- 09. Das Gerücht vom Dienst (19. August 1960)
- 10. Die Gehaltserhöhung (23. September 1960)
- 11. Der Betriebsausflug (14. Oktober 1960)
- 12. Ein Minister kommt (25. November 1960)
- 13. Ein gewisses Gewissen (23. Dezember 1960)
- 14. Der Anbau (20. Januar 1961)
- 15. Mehr Frauen in die Politik!? (17. Februar 1961)
- 16. Das Tüchelchen (17. März 1961)
- 17. Der Familienbetrieb (14. April 1961)
- 18. Das Sparschwein (17. Mai 1961)
- 19. Modernisierung (23. Juni 1961)
- 20. Das Gewitter (21. Juli 1961)
- 21. Geheimsachen (11. August 1961)
- 22. Das Dreckrändchen (15. September 1961)
- 23. Der röhrende Hirsch (13. Oktober 1961)
- 24. Das Zimmer (17. November 1961)

### Die Familie Hesselbach
- 25. Simulanten (15. Dezember 1961)
- 26. Die Erbschaft (12. Januar 1962)
- 27. Telefonitis (16. Februar 1962)
- 28. Die Festaufführung (16. März 1962)
- 29. Allergia maritalis (13. April 1962)
- 30. Die Hochzeit (11. Mai 1962)
- 31. Der Dieb (22. Juni 1962)
- 32. Die Party (13. Juli 1962)
- 33. Der Urlaub (10. August 1962)
- 34. Das Jubiläum (21. September 1962)
- 35. Fernmassage (19. Oktober 1962)
- 36. Der Wahrsager (16. November 1962)
- 37. Der Kinderwagen (14. Dezember 1962)
- 38. Die Erpressung (11. Januar 1963)
- 39. Die Rücksichten (15. Februar 1963)
- 40. Die Ehemaligen (15. März 1963)
- 41. Der Kongreß von Tokio (24. April 1963)
- 42. Wertsachen (29. Mai 1963)

### Herr Hesselbach und …
- 43. Herr Hesselbach und der Film (19. Oktober 1966)
- 44. Herr Hesselbach und der Feind (23. November 1966)
- 45. Herr Hesselbach und das Mündel (21. Dezember 1966)
- 46. Der Graf von Hesselbach (25. Januar 1967)
- 47. Herr Hesselbach und die Kunst (22. Februar 1967)
- 48. Herr Hesselbach und das Juwel (22. März 1967)
- 49. Herr Hesselbach und der Windhund (19. April 1967)
- 50. Herr Hesselbach und das Festival (17. Mai 1967)
- 51. Herr Hesselbach und der Ball (7. Juni 1967)